# کیرمیت‌لی (قره‌تاش)
کیرمیت‌لی (به ترکی استانبولی: Kiremitli) یک منطقهٔ مسکونی در ترکیه است که در قره‌تاش (شهر) واقع شده‌است.